# Elliant
Elliant är en kommun i departementet Finistère i regionen Bretagne i västra Frankrike. Kommunen ligger i kantonen Rosporden som tillhör arrondissementet Quimper. År 2022 hade Elliant 3 379 invånare.

## Befolkningsutveckling
Antalet invånare i kommunen Elliant
Referens:INSEE